# Abd ar-Rahman al II-lea
Abd ar Rahman al II-lea (în limba arabă:عبد الرحمن الثاني Abd ar Rahman al Thani, pe numele său întreg Abū l-Mutarraf ‘Abd ar-Rahmān ibn al-Hakam أبو المطرف عبد الرحمن بن الحكم, cunoscut și sub numele عبد الرحمن الأوسط Abd ar-Rahman Al Awsat) (792-852) a fost al patrulea emir omeiad al Cordobei, care a domnit in Al-Andalus între 822-852. S-a remarcat ca luptător viteaz și iscusit, și ca patron al artelor si științelor.A continuat construirea marii Moschei din Cordoba, începută de tatăl său.Domnia lui a marcat începutul Epocii de aur a Spaniei musulmane.   

## Biografie

### Copilăria și tinerețea
Abd ar-Rahman al II-lea s-a născut prin octombrie-noiembrie 792 la Toledo ca fiu al emirului Al Hakam I și al sclavei Halawa. În tinerețe a luat parte la așa numitul Măcel al șanțului, în care, din porunca tatălui său, au fost omorâți în cursul unui ospăț 72 aristocrați, și sute de însoțitori ai acestora.

### Începutul domniei
Avea treizeci de ani când în 822 l-a urmat pe tatăl său și a urcat pe tronul Emiratului Cordobei. Ca și tatăl și bunicul său, a trebuit să împiedice pretențiile la tron ale unchiului său Abd Allah al Balansi. S-a dedicat sarcinii de a reorganiza administrativ Al-Andalus. A încercat să adopte o imagine de moderație în ochii mozarabilor și ai musulmanilor din clasa de jos, care erau împilați de aristocrația arabă. Conștient de puterea și influența juriștilor islamici - faqihi sau,în spaniolă  alfaquí, el a ordonat demolarea pieței de vin din Saqunda, o suburbie a Córdobei. Apoi, ca o concesie făcută poporului, l-a răstignit pe trezorierul tatălui său, un creștin care, după unele izvoare, se numea Rabi.
Pacea restabilită în Peninsula Iberică în secolul anterior de valiul Abuljatar, care a pus capăt ostilităților intestine dintre arabii beledí sau andalusi  și arabii sirieni, a început să se zdruncine.
Abd ar-Rahman al II-lea  care și-a început guvernarea măsurându-i pe toți în mod egal, a luat curând partea celor sudici,yemeniți,sau kalbie în detrimentul rivalilor lor, kaisie, sau mudariye, ceea ce a dus la reizbucnirea războiului civil cu cel puțin atâta cruzime ca înainte.   
Luptele s-au desfășurat în Kora din Tudmir, în sud-estul peninsulei.
Kora a fost pacificată de generalul omeiad Ibn Mu'awiya ibn Hisan. S-a vorbit de 3.000 de rebeli căzuți, inclusiv comandantul lor, yemenitul Abu Samaj .  
Trupele lui Abd al-Rahman au distrus apoi orașul refugiu al rebelilor, iar emirul a decis să mute capitala Korei de la Orihuela într-un nou oraș, Madinat Mursiya, azi Murcia pe care l-a întemeiat duminică la 25 iunie 825. Murcia se află pe un mic deal de pe malul râului Segura. Generalul Chabir a fost primul guvernator al Murciei.

### Înflorirea Andalusiei
Abd ar-Rahman al Doilea a promovat știința, artele, agricultura și meșteșugurile. În timpul domniei sale, în al-Andalus s-a introdus sistemul numeric indo-arab, numit numeral pozițional, cu bază zecimală. Chiar înainte de a fi proclamat emir, el și-a alcătuit o bibliotecă mare, pentru care a cerut să i se aducă cărțile cele  mai interesante din Orient. De asemenea a adunat o colecție de mobile. Emirul a atras la Córdoba pe cei mai iluștri savanți ai timpului său și a cultivat personal poezia. Curtea sa a fost dominată de figurile muzicianului Ziryab, a lui alfaqui Yahya (un jurist religios intolerant și ambițios), concubina Tarub (care dorea să obțină tronul pentru fiul ei Abdullah) și eunucul Nasr (un muladí).
Abd ar-Rahman al II-lea a crescut impozitele și a făcut controlul veniturilor mai eficient. În timpul său, volumul impozitelor (jibayat) în Al-Andalus  s-a amplificat, au crescut și veniturile din proprietăți imobiliare (haraj) și în cancelarii s-au instituit registre pentru impozarea corectă a populației  
„A fost primul omeiad care a bătut monede în Cordoba, a emis dirhami cu numele său și a înființat o monetărie, în fruntea căreia a pus guvernatori (Alamines). De la cucerire și până atunci, locuitorii din al-Andalus foloseau dirhamii și dinarii pe care i-au adus din Orient. În timpul domniei sale, a crescut încasarea impozitelor și a haraciului (haraj) și s-au zidit palate, orașe și ateliere; I s-au supus regii creștini și cei din alte locuri”
(O descriere anonimă din Andalus, publicată la Madrid ,1983)
Veniturile emirului au ajuns la un milion de dinari, dar sumele câștigate prin munca forțată a claselor mijlocii și inferioare a fost risipită în luxul curții și în alte extravaganțe. Abd ar-Rahman a ridicat clădiri splendide, folosind materiale din epoca romană jefuite pretutindeni. El a fost cel dintâi care a clădit edificii fastuoase și palate somptuoase , folosind mașini avansate și aducând coloane din toate provinciile țării.  
Abd ar-Rahman l-a urmat la tron pe tatăl său în anul 822 și vreme de douăzeci de ani s-a războit cu regele Asturiei Alfonso al Doilea, a cărui înaintare spre sud a vrut să o oprească.
În 825 a întemeiat un oraș nou, Murcia, pe care l-a populat cu arabi  loiali stăpânirii sale. 
În 835 a reprimat o răscoală în orașul Mérida și a zidit acolo o mare fortăreață. În 837 a înăbușit la fel o revoltă a creștinilor și evreilor din Toledo. A emis un decret prin care a interzis creștinilor să caute martirajul și a reunit un sinod bisericesc cu scopul de a blama o astfel de motivație.  
În 839 sau 840 Abd ar-Rahman a trimis o delegație la Constantinopol, sub conducerea poetului și diplomatului Yehya Al-Ghazal, pentru  a lega o alianță cu bizantinii împotriva Abbasizilor rivali.
În 844 Abd ar-Rahman a respins un atac al vikingilor care au descins de pe corăbii la Cadiz, au cucerit Sevilla (cu excepția citadelei sale) și s-au năpustit asupra Cordobei înseși. 
După aceea, emirul a construit la Sevilla o flotă și un arsenal maritim pentru a face față unor atacuri similare în viitor. Este posibil că a trimis la vikingi în Irlanda, o a două delegație diplomatică condusă de Al Ghazal. 
Abd ar-Rahman a consimțit la cererea lui Guillaume din Septimania de a-i trimite ajutoare în lupta cu Carol cel Pleșuv pentru niște teritorii in litigiu.

## Legături externe

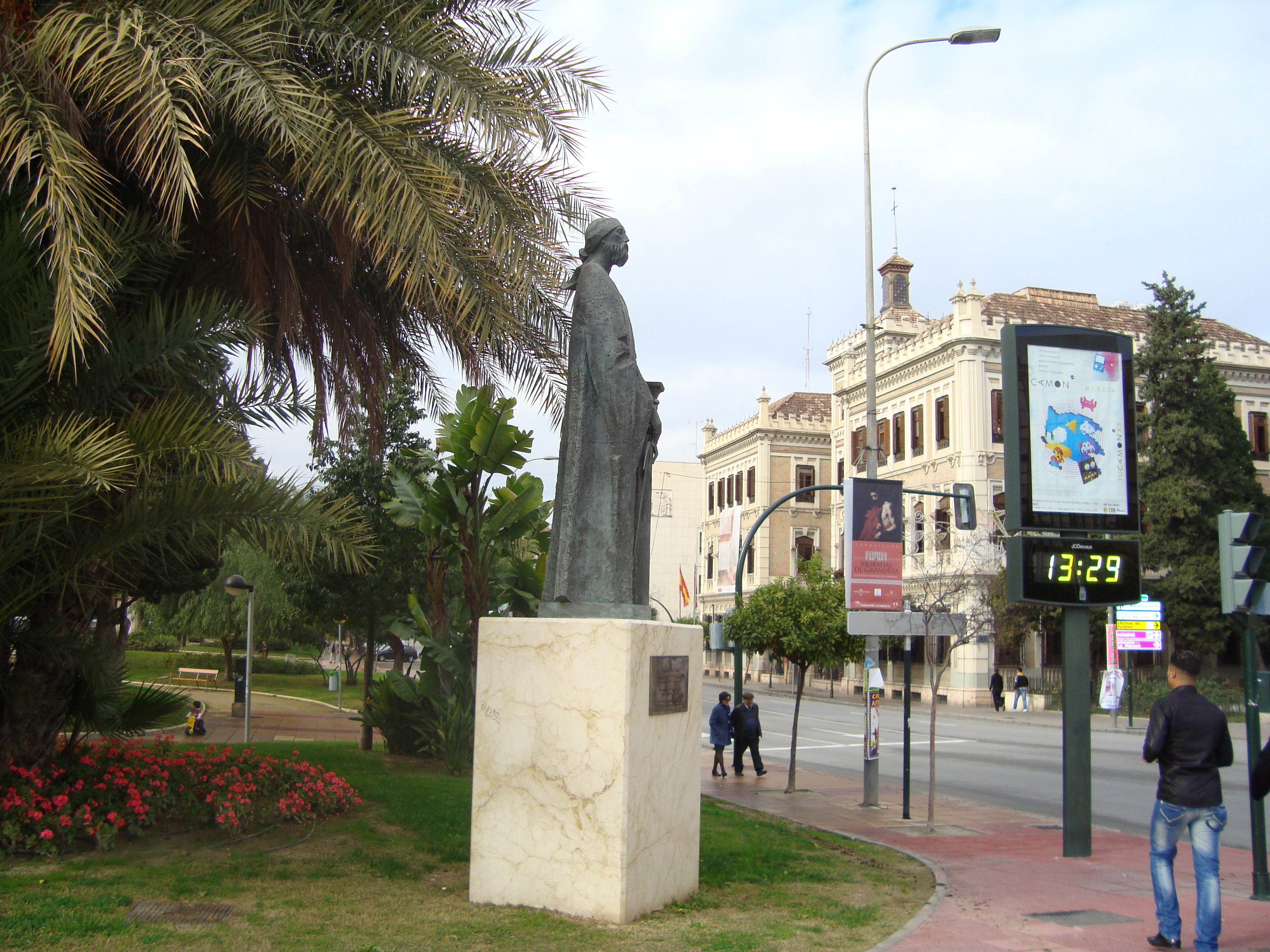
Statuia lui Abd ar Rahman al Doilea la Murcia ספרד